# Nuage en champignon

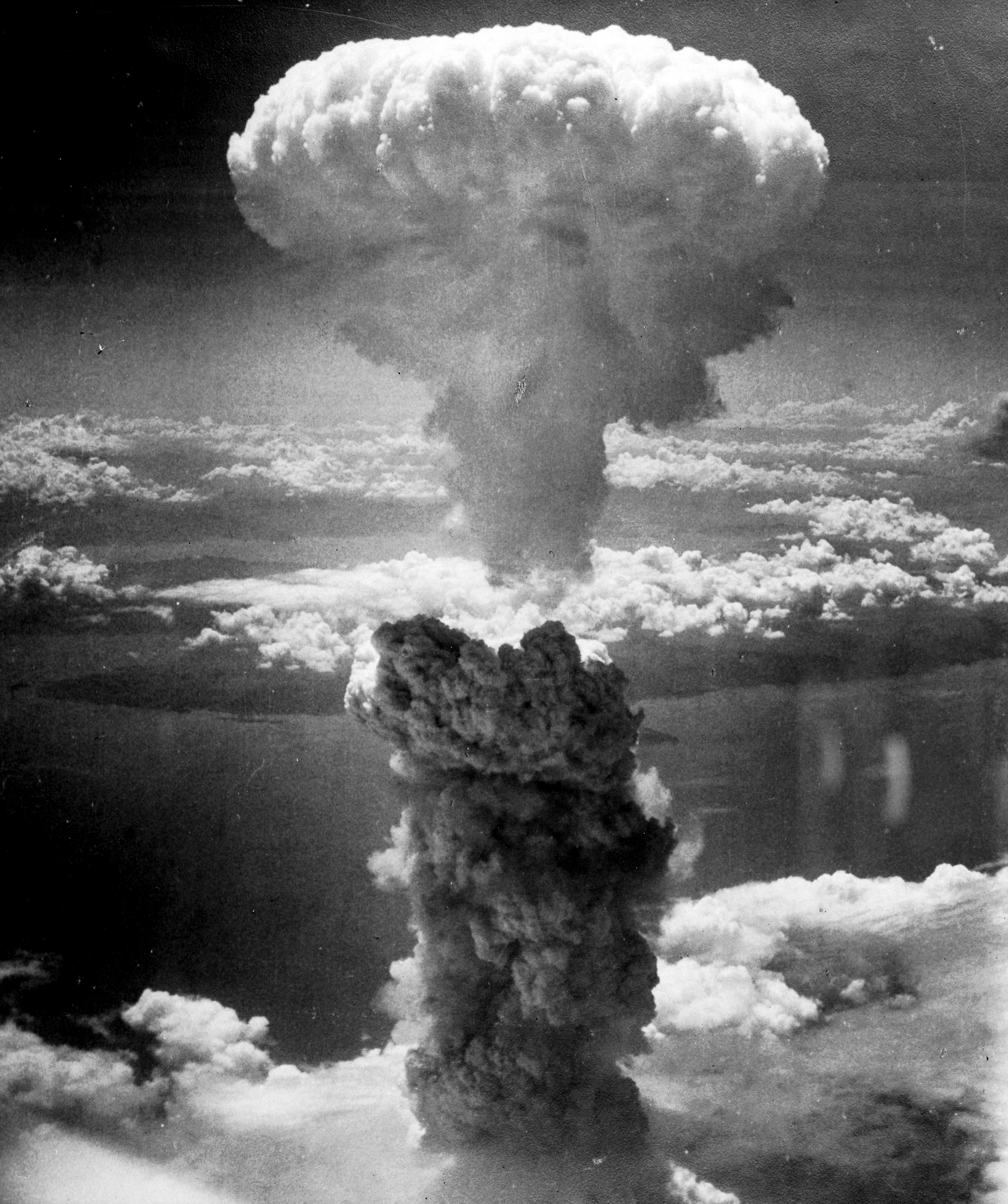
Nuage en champignon créé par le bombardement atomique de Nagasaki.

Un nuage en champignon est un type de nuage d'une forme caractéristique : il s'agit d'un pyrocumulus en forme de champignon constitué de vapeur d'eau condensée ou de débris résultant d'une explosion très importante. Ils sont le plus souvent associés à des explosions atomiques (« champignon atomique »), mais toute explosion suffisamment grande donne le même genre d'effet, à l'instar d'une explosion volcanique. 
Les nuages en champignons se forment à la suite de la formation soudaine d'une grande masse de gaz chauds et de faible densité près du sol, créant une instabilité de Rayleigh-Taylor. La masse de gaz augmente rapidement, ce qui entraîne des tourbillons turbulents allant vers le bas à ses bords. Cela forme un anneau tourbillonnaire et l'apparition d'une colonne de fumée. La masse de gaz finit par atteindre une altitude où sa densité est égale à celle de l'air ambiant ; il se disperse donc et les débris retombent.

## Origine du terme
Même si le terme de nuage en champignon apparait au début des années 1950, le phénomène est connu depuis plus longtemps. Par exemple, lors de la grande explosion de Halifax du navire français Mont-Blanc, le 6 décembre 1917, un tel nuage a été signalé. Le 1er octobre 1937, The Times publie un article dans lequel est décrite l’attaque de Shanghai par les armées japonaises et où il est aussi mentionné « les explosions ont généré de grands champignons de fumée ». 
Durant la Seconde Guerre mondiale, des explosions avec champignons sont couramment décrites. Lors du second lâcher d’une bombe atomique à Nagasaki au Japon, le 9 août 1945, le The New York Times publie une description de William L. Laurence, le reporter officiel accompagnant le vol, où il écrit que l’explosion est accompagnée « d’une colonne violette de feu de laquelle est sorti au sommet un champignon géant lui donnant une hauteur de 45 000 pieds (13 716 m) ». En 1946, lors des essais nucléaires de  l’opération Crossroads, le nuage est décrit comme un chou-fleur et un champignon, et le reporter en fait un symbole de l’âge atomique .

## Principe

Schéma type d'un nuage en champignon avec l’air plus frais attiré dans la colonne ascendante où son humidité se condense avec l’altitude.

Les nuages en champignon ne sont pas une exclusivité des détonations nucléaires. Il s’agit en fait d’un pyrocumulonimbus qui peut apparaitre avec n’importe quelle explosion (par exemple lors de l'accident ferroviaire de Lac-Mégantic le 6 juillet 2013), avec un feu de forêt, sur un site de démolition par implosion ou même au-dessus d'un feu de cuisson.  La détonation elle-même cause une onde de choc qui produit une baisse de pression au site de l’explosion et un nuage de condensation ressemblant à une boule. Du centre de la boule, l’air surchauffé s’élève comme une montgolfière formant une bulle convective. 
La montée de celle-ci crée une instabilité de Rayleigh–Taylor donnant un courant ascendant qui siphonne l’air ambiant comme dans une cheminée. Dans la tête du nuage, les gaz chauffés entrent en rotation dans un tourbillon toroïdal. Quand la détonation est proche du sol, sans être sur celui-ci, le flux entrant dans la colonne va être rempli de débris et de poussières qui se distribueront dans le tronc du nuage en montant. Lorsque l’air atteint le niveau d'équilibre convectif, la poussée verticale s’inverse. Si la boule de feu est de dimensions de l'ordre de la hauteur d'échelle (pression au sommet égale à 1/e celle de la base) et très peu dense par rapport à l’environnement, son mouvement sera balistique, dépassant largement le niveau d’équilibre. Pour des bulles plus petites et moins chaudes, le sommet sera plus proche d’un équilibre adiabatique au-dessus de ce niveau.
Lorsque la vitesse ascensionnelle devient nulle, le nuage atteint son sommet et s’étale en forme de champignon dans les vents d’altitude. Si le courant ascendant permet d’atteindre la tropopause très stable (cas des explosions nucléaires), le nuage entre alors dans une couche où passent les courants-jets et s’étalera sur un très large diamètre. Si l’énergie est suffisante, le nuage peut même atteindre la stratosphère. Dans ce cas, il y a formation d’ondes de gravité acoustiques identiques à celles associées avec un intense cumulonimbus. Pour de plus petites explosions, les ondes ont une plus haute fréquence dans l’infrason.
Les gaz formés par l’explosion sont tellement chauds qu’ils créent une boule blanc éclatant. En s’élevant, elle perd de sa chaleur et sa température diminue et passe par différentes couleurs selon la loi du corps noir : jaune, rouge, etc. À mesure que l’air se refroidit, la vapeur d’eau qui est contenue dans le nuage peut condenser, formant des gouttelettes, puis gèle, donnant des cristaux de glace. Le relâchement de chaleur latente permet d’augmenter la hauteur du sommet du nuage. 
|  |  |  |

## Champignon nucléaire

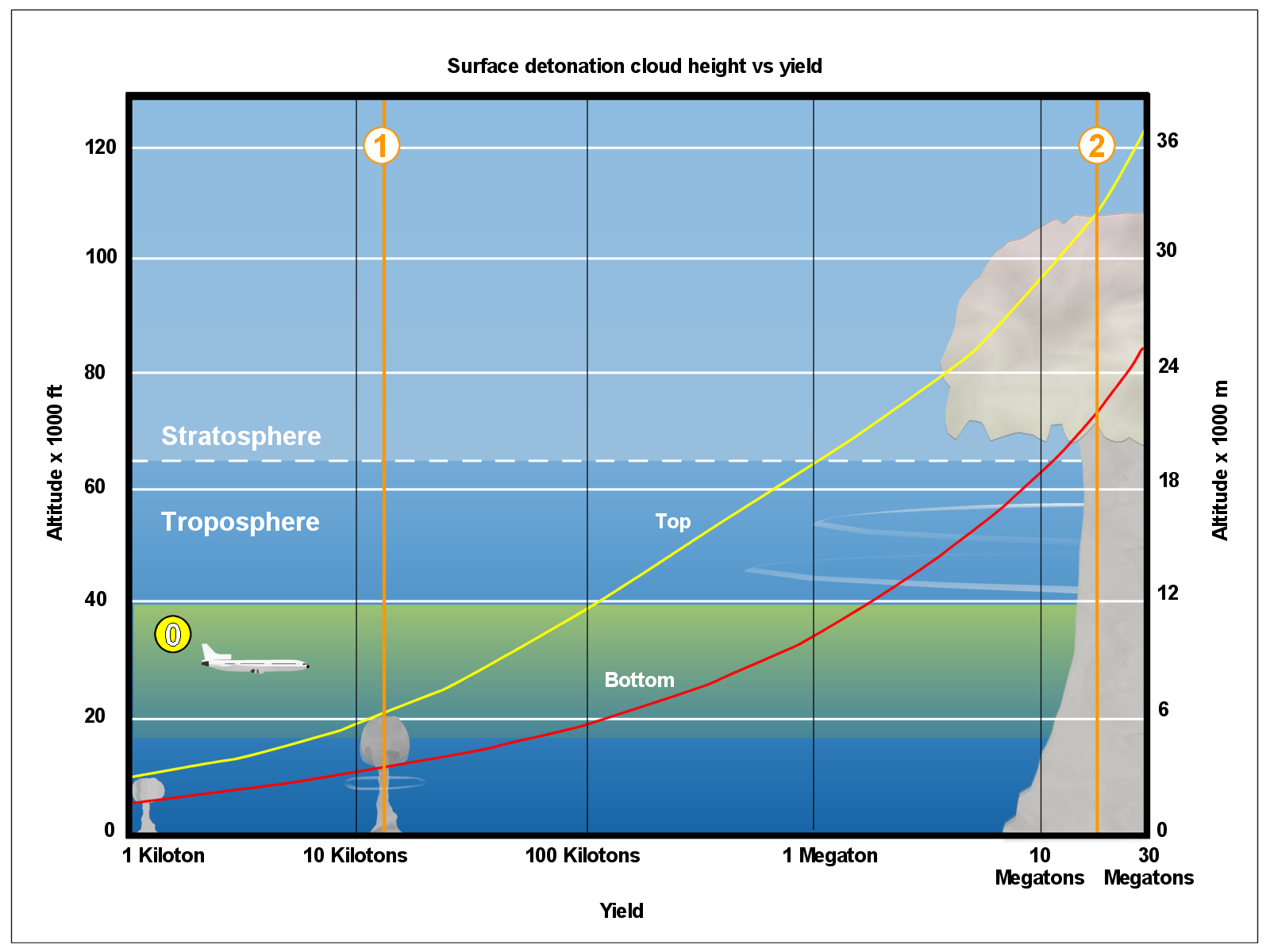
Grosseur du nuage en champignon en fonction de la puissance de l’explosion.

Évolution d’un champignon nucléaire filmé lors de l'essai Dog de l’Opération Tumbler-Snapper.

Les explosions nucléaires se produisant en altitude ne forment pas de nuages en champignon. La tête du nuage formé contient des nucléides, surtout ceux provenant de la fission nucléaire, et elle est dispersée rapidement par les vents. Ceci donne des retombées radioactives, particulièrement concentrées en cas de précipitations. 
Les détonations souterraines ou sous-marines profondes ne produisent également pas des champignons, car l’explosion vaporise une grande quantité de sol et/ou d'eau qui retombent sur le cœur de la bombe. Par contre, celles près de la surface de la mer produisent un geyser qui va prendre la forme d’un chou-fleur en retombant, comme dans les images du test Crossroads Baker. Celles à faible profondeur sous le sol produisent un champignon et un nuage pyroclastique. La quantité de matériel radiatif relâché dans l’atmosphère diminue avec la profondeur de l’explosion.
Les explosions en surface ou en altitude produisent une quantité de débris qui sont projetés en altitude. Celle-ci diminue avec la hauteur au-dessus du sol de la détonation. Ainsi, un cratère d'affaissement ne se forme que si l’altitude est moins de 7 mètres par kilotonne de puissance de la bombe, ce qui limite l’apport de débris dans la colonne montante. La hauteur sans retombée, au-dessus de laquelle les nucléides sont seulement de fines particules de condensation de la vapeur, est d’environ 55 mètres par kilotonne. Cependant, des retombées radioactives peuvent se former d’autres façons. La distribution de la radioactivité dans le champignon varie donc avec la puissance de l’explosion, le type d’arme, le rapport fusion/fission, l’altitude de l’explosion, le type de terrain et la météo. De façon générale, dans les faibles détonations, 90 % de la radioactivité se retrouve dans la tête du champignon et 10 % dans le tronc. Par contre, les bombes de l’ordre de la mégatonne ont la plupart de leur matériel radioactif dans le premier tiers du champignon. Parfois, deux champignons sont produits à des altitudes différentes : celui de l’explosion et un autre secondaire par la chaleur dégagée du cratère d’affaissement.
Un nuage en champignon provenant d’une détonation nucléaire passe par différentes phases :
- Déflagration : les 20 premières secondes, la boule de feu prend forme et les produits de la fission se mêlent avec les débris aspirés du sol ou éjectés du cratère d’affaissement. La vaporisation des particules de sol se produit durant les premiers instants à des températures de 3 500 à 4 000 kelvins[9] ;
- Ascendance et stabilisation : entre 10 secondes et 10 minutes, les gaz chauds s’élèvent et les premières retombées débutent ;
- Déposition : jusqu’à deux jours, les particules soulevées retombent par gravité et par capture dans les précipitations après avoir été dispersées par le vent dominant sous forme d’un panache.

Une fois formé, le champignon prend des tons rougeâtres à cause de la présence de dioxyde d'azote et d’acide nitrique chauffés, formés à partir de la réaction chimique de l’air et de la vapeur d’eau de l’atmosphère. Il est estimé que 500 tonnes de composés nitrés sont produits pour chaque mégatonne de puissance de la bombe, ce qui affecte localement la couche d'ozone. Avec le refroidissement, la vapeur d’eau qui monte dans la colonne se condense et se mêle aux débris pour donner un blanc laiteux mêlé de noir. De l’ozone est également formé et donne une odeur caractéristique d'effet corona. À cause de la chaleur, la vapeur d'eau finit par s'évaporer et le nuage devient invisible, mais les particules restent en suspension dans l'air.
Le tronc est brun-gris à cause des débris quand l’explosion est près du sol. Une partie de ceux-ci deviennent radioactifs, s’ajoutant aux isotopes de la bombe elle-même. Le tronc est blanc laiteux pour les explosions en altitude à cause de la condensation de la vapeur d’eau.

### Radioisotopes
Le principal danger des retombées est la radiation gamma des radioisotopes de courte durée de vie. En 24 heures, ils se sont atténués de 60 fois et les isotopes de plus longue vie, surtout le césium 137 et le strontium 90, entrent dans la chaîne alimentaire et constituent des sources de problèmes à moyen et long terme. La radiation bêta de certains radioisotopes produit des brûlures extrêmes après l’explosion et s’ils sont ingérés, produisent des doses internes de radiation causant des cancers.
L’irradiation par les neutrons de l’air produit peu de matériel radioactif, surtout du carbone 14 de longue demi-vie et de l’argon 41 de courte demi-vie. Dans l’eau de mer, ils mènent cependant à la production de sodium 24, de chlore 36, de magnésium 27 et de brome 80 ainsi que brome 82. Les neutrons produisent aussi de l’aluminium 28, du silicium 31, du sodium 24, du manganèse 56, du fer 55 et 59 et du cobalt 60 à partir du sol irradié, durant les essais souterrains ou aériens en surface.

### Source
- (en) Cet article est partiellement ou en totalité issu de l’article de Wikipédia en anglais intitulé « Mushroom cloud » (voir la liste des auteurs).